# Jean-Baptiste de Machault d'Arnouville

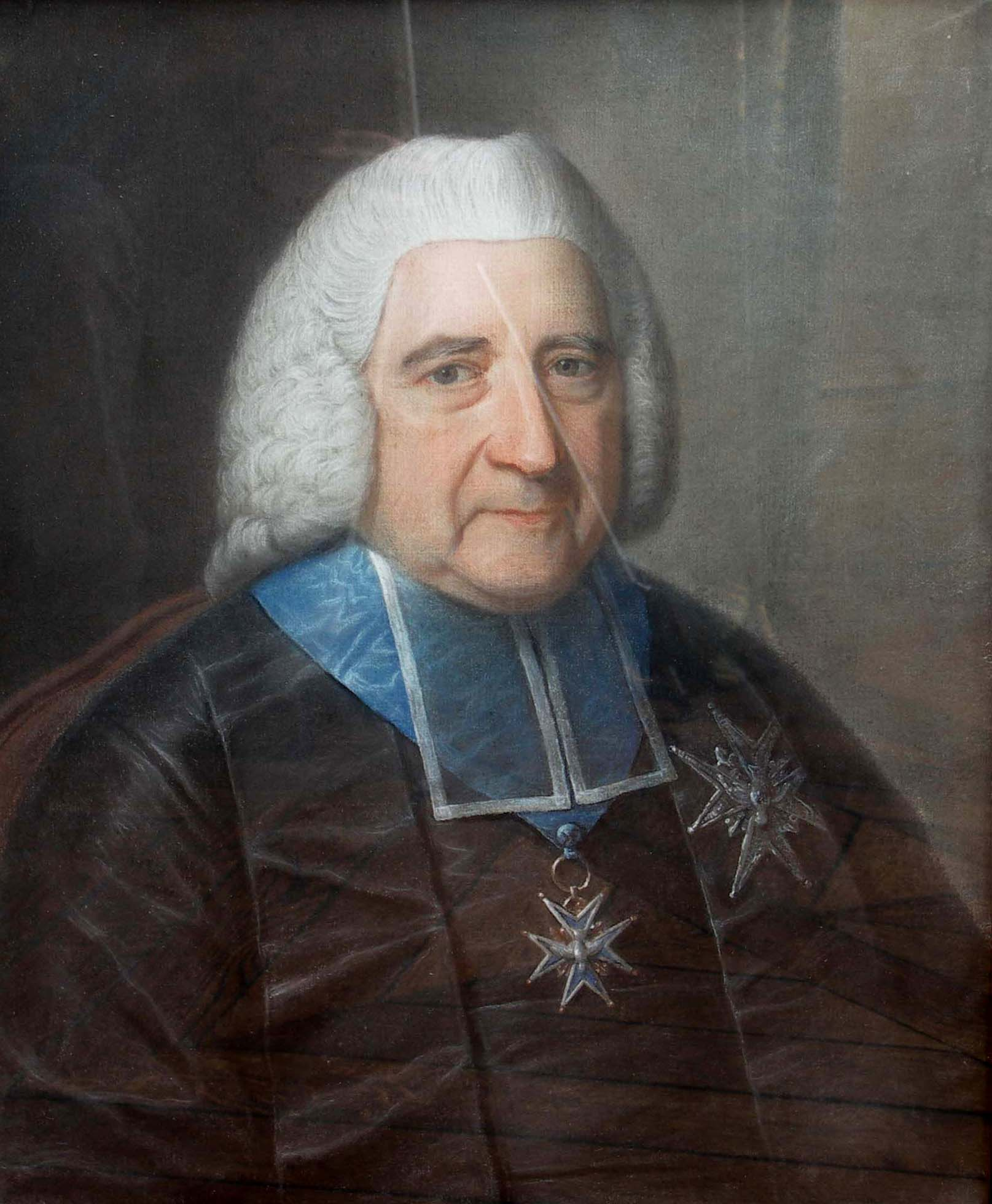
Ritratto di d'Arnouville.

Jean-Baptiste de Machault d'Arnouville (13 dicembre 1701 – 12 luglio 1794) è stato un politico francese.

## Vita
Dal 6 dicembre 1745 al 28 luglio 1754 fu Contrôleur général des finances equivalente ad un ministro.
Nel 1750 d'Arnouville decise di attuare una radicale riforma: introdusse infatti il vingtième, tassa sui redditi imposta a tutti i francesi senza eccezione alcuna. Ovviamente la nobiltà protestò per questa nuova riforma e rifiutò di pagare; ma a protestare maggiormente fu il clero, che vedeva l'imposizione di una tassa come una rottura dei suoi privilegi e come un insopportabile tentativo da parte dello Stato di assoggettare la Chiesa.
A questo punto l'Alto Consiglio, organo presieduto dal re per le questioni diplomatiche, militari e religiose si divise in due parti in totale e feroce disaccordo tra loro.
Il primo partito, detto dei Dévots, si schierò dalla parte della Chiesa e tra i suoi maggiori rappresentanti spiccavano la regina Maria, il Delfino Luigi, le figlie del sovrano, i gesuiti e il conte d'Agenson, segretario di Stato per la guerra e avversario instancabile di Machault. Il secondo partito, retto dalla marchesa di Pompadour, amante del re ed influentissima a corte dal 1745 al 1764, era invece sostenitore della politica riformista di Machault.
Luigi, sensibile in materia religiosa, vista la dura opposizione del clero decise, nel 1751, di lasciar cadere il progetto. L'applicazione della legge al clero fu così interrotta e si dovette rivedere l'intera riforma fiscale.